# 2012年ロンドンオリンピックのウズベキスタン選手団
2012年ロンドンオリンピックのウズベキスタン選手団（2012ねんロンドンオリンピックのウズベキスタンせんしゅだん）は、2012年7月27日から8月12日にかけてイギリスの首都ロンドンで開催された2012年ロンドンオリンピックのウズベキスタン選手団、およびその競技結果。

## 概要
今大会は銅メダル2個の合計3個のメダルを獲得した。
レスリング男子フリースタイル120kg級でアルトゥール・タイマゾフがウズベキスタン勢唯一の金メダルを獲得したが、のちにドーピング違反が発覚し剥奪された。

## 選手団
- 人員: 選手 54人
- 開会式旗手: エルショド・ラスロフ

## メダル
| メダル | 選手名                   | 競技       | 種目                      | 日付（現地） |
| ------ | ------------------------ | ---------- | ------------------------- | ------------ |
| 銅     | リショド・ソビロフ       | 柔道       | 男子60kg級                | 7月28日      |
| 銅     | アッボス・アトエフ       | ボクシング | 男子ミドル級              | 8月11日      |
| 剥奪   | アルトゥール・タイマゾフ | レスリング | 男子フリースタイル120kg級 | 8月11日      |

## 競技結果

### 陸上競技
- Artem Dyatlov（男子400mハードル）51秒55 予選敗退
- Suhrob Khodjaev（男子ハンマー投げ）65.88m 予選敗退
- イバン・ザイツェフ（男子やり投げ）73.94m 予選敗退
- リファト・アルティコフ（男子十種競技）7203 26位
- グゼル・クビエワ（女子100m）11秒22 準々決勝敗退
- ナタリア・アサノワ（女子400mハードル）58秒05 予選敗退
- ナディヤ・ドゥサノワ（女子走り高跳び）1.85m 予選敗退
- スベトラーナ・ラジビル（女子走り高跳び）1.97m 決勝（7位）
- アナスタシア・ユラフレワ（女子三段跳び）13.54m 予選敗退
- アレクサンドラ・コトリャロワ（女子三段跳び）13.55m 予選敗退
- Elena Smolyanova（女子砲丸投げ）14.43m 予選敗退
- アナスタシヤ・スヴェチニコワ（女子やり投げ）51.27m 予選敗退
- ユリア・タラソワ（女子走り幅跳び）記録無し 予選敗退

### ボクシング
- ジャスルベク・ラティポフ（男子フライ級）準々決勝敗退
- オルズベック・シャイモフ（男子バンタム級）第1回戦敗退
- ファズリディン・ガイブナザロフ（男子ライト級）準々決勝敗退
- ウクタムジョン・ラモノフ（男子ライトウェルター級）準々決勝敗退
- アボス・アトエフ（男子ミドル級）銅メダル獲得
- エルショド・ラスロフ（男子ライトヘビー級）準々決勝敗退

### カヌー
- ワジム・メンコフ
  - （男子C1人乗り200m）44秒168 決勝（10位）
  - （男子C1人乗り1000m）3分49秒255 決勝（4位）
- ユリア・ボルゾワ
  - （女子K1人乗り200m）44秒426 準決勝敗退
  - （女子K1人乗り500m）2分00秒584 準決勝敗退

### 自転車

#### ロード
- ムラディアン・ハルムラトフ（男子個人ロード）途中棄権
- セルゲイ・ラグティン（男子個人ロード）5分46秒05 5位

### フェンシング
- ルスラン・クダエフ（男子エペ個人）第2回戦敗退

### 体操
- ルイザ・ガリウリナ（女子個人総合）ドーピング検査により資格停止

### 新体操
- ウリヤナ・トロフィモワ（個人総合）97.350 予選敗退

### トランポリン
- エカテリーナ・キルコ（女子個人）99.290 予選敗退

### 柔道
- リショド・ソビロフ（男子60kg級）銅メダル獲得
- ミルザヒド・ファルモノフ（男子66kg級）第3回戦敗退
- ナフルズ・ユラコビロフ（男子73kg級）第3回戦敗退
- ヤキョー・イマモフ（男子81kg級）第2回戦敗退
- ディルショド・チョリエフ（男子90kg級）敗者復活戦敗退
- ラムズディン・サイドフ（男子100kg級）3位決定戦敗退

### 射撃
- Sakina Mamedova
  - （男子50mライフル3姿勢）578 予選敗退
  - （男子10mエアライフル）389 予選敗退

### 競泳
- ラノホン・アマノワ（女子200m個人メドレー）2分15秒37 予選敗退
- ユルドゥズ・クチカロワ（女子200m背泳ぎ）2分18秒60 予選敗退

### テコンドー
- ドミトリー・キム（男子68kg級）第1回戦敗退
- アクマル・イルガシェフ（男子80kg超級）第1回戦敗退
- ナタリア・ママトワ（女子67kg超級）敗者復活戦敗退

### テニス
- デニス・イストミン（男子シングルス）第3回戦敗退

### ウエイトリフティング
- Ruslan Makarov（男子56kg級）記録無し
- Bahrom Mendibaev（男子69kg級）途中棄権
- Sherzodjon Yusupov（男子85kg級）350（11位）
- ルスラン・ヌルディノフ（男子105kg級）404（4位）
- イワン・エフレモフ（男子105kg級）401（5位）
- マリナ・シソエワ（女子48kg級）途中棄権

### レスリング
- ディルショド・マンスロフ（男子フリースタイル55kg級）第1回戦敗退
- イフティヨル・ナフルゾフ（男子フリースタイル66kg級）敗者復活戦敗退
- ソスラン・ティギエフ（男子フリースタイル74kg級）失格
- ザウルベク・ソキエフ（男子フリースタイル84kg級）予選敗退
- クルバン・クルバノフ（男子フリースタイル96kg級）3位決定戦敗退
- アルトゥール・タイマゾフ（男子フリースタイル120kg級）金メダル獲得のち剥奪
- エルムラト・タスムラドフ（男子グレコローマンスタイル55kg級）第1回戦敗退
- ムミニョン・アブデュラエフ（男子グレコローマンスタイル120kg級）第1回戦敗退